# Javier Cabrera
Javier Cabrera, vollständiger Name Marcelo Javier Cabrera Rivero, (* 18. März 1992 in Florida) ist ein uruguayischer Fußballspieler.

## Karriere

### Verein
Der nach Angaben seines Vereins 1,66 Meter große, "Cangrejo" genannte Offensivakteur Cabrera, der zuvor für Quilmes in Florida spielte, steht mindestens seit der Clausura 2010 im Kader des Erstligisten Montevideo Wanderers. In jener Halbserie absolvierte er drei Spiele (kein Tor) in der Primera División. In den drei nachfolgenden Spielzeiten 2010/11, 2011/12 und 2012/13 bestritt er jeweils 27 (3 Tore), 29 (2 Tore) und 28 (1 Tor) Erstligaspiele. In der Saison 2013/14 kam er dagegen nur in neun Partien (kein Tor) zum Zug und wurde zu Saisonbeginn zudem in den beiden Partien der Copa Sudamericana 2013 eingesetzt. Die Wanderers gewannen in jener Spielzeit die Clausura und wurden Vizemeister. Anschließend wechselte er auf Leihbasis nach Spanien zu Recreativo Huelva. In der Saison 2014/15, die für ihn von wiederholten Muskelverletzungen geprägt war, wurde er 21-mal (kein Tor) in der Liga Adelante und einmal (kein Tor) in der Copa del Rey eingesetzt. Am Saisonende stieg er mit dem Klub in die Drittklassigkeit ab. Anschließend kehrte er zu den Wanderers zurück. In der Spielzeit 2015/16 bestritt er 29 Erstligaspiele und erzielte einen Treffer. Anfang Juli 2016 wechselte er zu den Argentinos Juniors. Bislang (Stand: 3. März 2017) kam er dort in 18 Partien der Primera B Nacional zum Einsatz und traf dreimal ins gegnerische Tor.

### Erfolge
- Clausura 2014 (Primera División, Uruguay)